# Филатов, Борис Альбертович
Бори́с Альбе́ртович Фила́тов (укр. Борис Альбертович Філатов; род. 7 марта 1972, Днепропетровске, УССР) — украинский журналист, адвокат, бизнесмен и политик. Заместитель председателя Днепропетровской областной государственной администрации по внутренней политике (с марта по ноябрь 2014 года), народный депутат Украины VIII созыва в 2014—2015 годах, самый долгоправящий глава города Днепр (избран 15 ноября, приступил к работе 27 ноября 2015 года, повторно избран 23 ноября 2020 года); до него самым долгоправящим главой города был Иван Способный.

## Образование
В 1993 году окончил с отличием Днепропетровский государственный университет по двум специальностям одновременно: «история и обществоведение» и «правоведение».
В 1997 году защитил диссертацию на соискание ученой степени кандидата юридических наук по теме: «Государство и церковь в период становления конституционного порядка в США» в Одесской национальной юридической академии по специальности 12.00.01 «Теория и история права и государства; история учений о праве и государстве».

## Профессиональная деятельность
Работал юрисконсультом на предприятиях различной формы собственности, преподавателем гражданского права в Академии таможенной службы Украины.
В 2000 году получил свидетельство на право занятия адвокатской деятельностью, открыл адвокатский бизнес.
Принимал участие в резонансных судебных процессах, в том числе связанных с интересами бизнесмена Игоря Коломойского, в результате чего в украинских СМИ Филатова стали называть штатным адвокатом группы «Приват», специализирующимся на переделе корпоративной собственности. В интервью 2006 года Геннадий Корбан называл его «равноправным партнёром».
Сам Борис Филатов это отрицал, так как в те же годы он вёл процессы и по другим предприятиям, к которым «Приват» не имел отношения.
В процессе адвокатской деятельности Филатов нередко вступал в конфликты с политиками, которые поддерживали его оппонентов, — в частности, с народными депутатами Инной Богословской и Святославом Олейником, председателем Днепропетровской облгосадминистрации Владимиром Яцубой, экс-премьером Павлом Лазаренко.
Негативные публикации о Филатове в СМИ некоторые его сторонники пытались объяснить политической полемикой, утверждая, что его оппонентами якобы была развернута информационная кампания по диффамации.
Тем временем адвокатский бизнес Бориса Филатова успешно развивался. В 2006 году Филатов задекларировал доходы за предыдущий год, позволившие ему войти в число официальных долларовых миллионеров.

## Журналистская деятельность
В 2005 году Борис Филатов отошёл от активной адвокатской деятельности и увлёкся журналистикой. С 2005 по 2010 год он был автором и ведущим телепрограммы «Губернские хроники» на региональном 9 канале, который связывают с группой «Приват».
«Губернские хроники» получили широкую известность благодаря громким журналистским расследованиям профессиональной и общественной деятельности украинских чиновников и политиков. Во время предвыборной кампании 2006 года 9 канал стал единственным СМИ, лишённым лицензии на вещание по иску партии «Віче». На выборах 2006 года партия «Віче» набрала только 1,2 % голосов и вскоре исчезла с политической арены.
Борис Филатов занимался также расследованиями деятельности бывшего премьер-министра Украины Павла Лазаренко. По их результатам были сняты два телевизионных фильма, в которых раскрывалась суть обвинений, предъявленных Лазаренко в США, а также была издана книга «Феномен Лазаренко» (2008 год).
В 2010 году Филатов ушёл с 9 канала и стал вести программу «Губернские прогнозы» для Днепропетровской областной государственной телерадиокомпании (ДОГТРК) на 51 канале. Этот факт некоторые наблюдатели расценили как разрыв Бориса Филатова с группой «Приват». Косвенно данный вывод подтверждался критическими телесюжетами и публикациями в отношении Филатова, инициированными руководством 9 канала. Впоследствии 9 канал публично принес своему бывшему сотруднику извинения.
После перехода Бориса Филатова на 51 канал кое-кто обвинял его в погоне за политической конъюнктурой. Сам Филатов, который никогда не состоял в политических партиях, свой шаг мотивировал иначе. По его словам, телепроект «Губернские хроники» за пять лет себя изжил. Кроме того, нежелание вести программу, остро критикующую власть, Филатов объяснил тем, что находится в дружеских отношениях с новым председателем Днепропетровской областной государственной администрации Александром Вилкулом и что именно Вилкул предложил ему начать новый проект на ДОГТРК.
Борис Филатов снял ряд телефильмов о путешествиях: «Югославские хроники» (2005) — о последствиях гражданской войны в Югославии; «Арабские хроники» (2006) — о разрушении негативных стереотипов в отношении ближневосточных государств; «Американские хроники» (2007, две части) — о нравах и быте американской глубинки; «Канадские хроники» (2008, три части) — о судьбах членов украинской диаспоры; «Европейские хроники» (2009, четыре части) — о плюсах и минусах жизни в объединённой Европе; «Африканские хроники» (2010—2011, три части) — о родоплеменной вражде (трайбализме) как опасности, способной погубить не только Африку, но и Украину.
Борис Филатов регулярно публикуется в региональных и центральных изданиях, ведёт авторскую колонку на сайте obozrevatel.com.ua.

## Деятельность после Евромайдана
Во время аннексии Крыма Россией широкую известность получило заявление Филатова, которое он 28 февраля 2014 года сделал на своей страничке в Фейсбуке, представив «рецепт усмирения гражданских протестов» в Крыму: «Давать мразям обещания (и) гарантии и вешать их потом». Как выяснилось позднее, аннексия Крыма Россией обернулось для Филатова большими личными материальными потерями. Так, в октябре 2014 года он написал на своей страничке в Facebook:

В оккупированном Крыму рашисты конфисковали ВСЮ нашу собственность. Мою, Гены (Корбана — прим.), Игоря (Коломойского — прим.). За то, что мы воюем за СВОЮ страну, а не тихонько, как Фирташ и прочие подонки договариваемся с оккупантами.

4 марта 2014 года, с назначением олигарха и лидера еврейской общины Днепропетровска Игоря Коломойского на должность председателя Днепропетровской областной государственной администрации, стал его заместителем, провозгласив себя «сионистом». На этом посту активно взаимодействовал с лидером «Правого сектора» Дмитрием Ярошем, который в конце апреля 2014 года перебазировался в Днепропетровск, чтобы сосредоточиться на «борьбе с сепаратизмом» и начать формирование своего «спецбатальона». Сам Ярош не скрывал, что дружит с командой Коломойского: «С Геннадием Корбаном, Славой Олейником, Борисом Филатовым у меня дружественные отношения. Но опять же, мы тоже познакомились после революции. Война нас, так сказать, сдружила». Существует мнение, однако, что это утверждение не совсем соответствует истине, поскольку, возможно, Коломойский финансировал «Правый сектор» ещё во время Евромайдана, а в апреле 2014 года, когда над Днепропетровской областью нависла угроза (со стороны соседней Донецкой области), Коломойский обратился за помощью к «Правому сектору». Через неделю после того, как и. о. президента Украины Александр Турчинов объявил о начале антитеррористической операции на севере Донецкой области и буквально за два дня до пресс-конференции Яроша в Днепропетровске Филатов сформулировал на своей страничке в Facebook следующий тезис о намерении бороться с «имперским прошлым»: «Мы должны стать альтернативой Москве в бывшем Советском Союзе. Мы просто обязаны развивать отношения со всеми братскими народами, скинувшими ярмо Москвы: балтийцами, молдаванами, азербайджанцами, грузинами. Именно на Киев, а не Москву должны ориентироваться русскоязычные граждане этих стран… Украина должна стать вторым домом для русской интеллигенции, бизнеса, специалистов…» Пост заканчивался словами: «Кубань тоже станет нашей…». Немногим ранее, 17 апреля, Филатов на своей странице в Facebook сделал официальное предложение «нашим запутавшимся и потерявшим ориентиры русскоязычным братьям с Донбасса», которых, по его выражению, «клика Януковича» спровоцировала на сепаратизм: «У нас есть предложение. За каждый возвращённый ствол выплачивается вознаграждение: за автомат — 1000 долларов США, пулемёт — 1500 долларов США, гранатомёт — 2000 долларов США. За каждого переданного „зелёного человечка“, он же наёмник, ступивший на нашу общую землю и пытающийся столкнуть нас в братоубийственной войне, — вознаграждение 10 000 долларов США. За каждое освобождённое здание, переданное МЕСТНОЙ власти и под охрану спецроты „Донбасс“ батальона „Днепр“ — вознаграждение 200 000 долларов США». Здесь же Филатов от лица Штаба национальной защиты Днепропетровской области объявил о вознаграждении в размере 500 000 долларов США за выдачу украинским властям народного депутата Олега Царёва.
По выражению историка Ильи Герасимова (эти слова были написаны в конце 2014 года, когда Коломойский ещё не лишился губернаторского поста из-за конфликта с президентом Петром Порошенко), Днепропетровск в этот период трансформировался «в лидера нового украинского патриотизма и важнейший фактор общественной мобилизации военных усилий», причём решающую роль в этой трансформации сыграл губернатор Игорь Коломойский и его заместители Геннадий Корбан и Борис Филатов. При этом историк отмечает: «Их мотивы обычно объясняются личными убеждениями и ценностями, особыми бизнес-интересами и политическим соперничеством с донецкими элитами».
Осенью 2014 года Филатов выдвинул свою кандидатуру на внеочередных выборах в Верховную раду. В ходе предвыборной кампании он стал фигурантом очередного скандала, выступив с публичными угрозами в адрес журналиста Анатолия Шария.
После избрания Филатов намеревался вступить во фракцию партии «Блок Петра Порошенко», но в конце концов остался внефракционным депутатом. По словам Филатова, ему было комфортнее сидеть между Ярошем и Парасюком. Идейные мы. С лёгким ку-ку в голове. Филатов попытался создать депутатскую группу «Укроп» («Украинская оппозиция»), куда, по его словам, согласились войти шесть представителей партии «Свобода», Дмитрий Ярош и Борислав Берёза из «Правого сектора», бывший командир роты батальона «Днепр-1» Владимир Парасюк и бывший командир батальона «Азов» Андрей Билецкий, однако для регистрации группе не хватило депутатов.
При поддержке фракции «БПП» стал главой специальной комиссии Верховной рады по вопросам приватизации.
29 января 2015 года вместе с народным депутатом от «Народного фронта» Антоном Геращенко зарегистрировал проект закона о введении уголовной ответственности за публичные призывы к уклонению от мобилизации.

## Политическая деятельность
Осенью 2015 года был выдвинут партией «УКРОП» на пост городского головы Днепропетровска. В первом туре 25 октября занял 2-е место, набрав 35,77 % голосов избирателей. Во втором туре 15 ноября одержал победу, набрав 52,31 % голосов (184 874) избирателей.
24 ноября 2015 года Борис Филатов написал заявление о сложении полномочий народного депутата Украины. Полномочия были сняты лишь через месяц, 24 декабря.
27 ноября 2015 года большинство депутатов Днепропетровского городского совета (43 из 64 депутатов) покинули сессию во время принятия Филатовым присяги городского головы в знак протеста против фальсификаций и подкупа избирателей, которые, по их мнению, имели место в ходе выборов.
1 ноября 2018 года Филатов был включён в список украинских граждан, против которых были введены российские санкции.
5 декабря 2018 года Филатов вышел из партии «УКРОП».
19 июня 2020 года Филатов принял участие в презентации партии Пропозиция.
5 февраля 2024 года включён в российский реестр «террористов и экстремистов» Росфинмониторинга.

## Увлечения
Борис Филатов изучает историю, культуру, искусство, философию и этнографию Японии. Имеет обширную коллекцию нэцкэ, в которой представлены миниатюрные скульптуры различных японских мастеров XVII—XIX вв. В мае 2011 года на ежегодном конгрессе Международного общества (коллекционеров) нэцкэ (International Netsuke Society) был избран председателем филиала Международного общества коллекционеров нэцкэ в странах СНГ и возглавлял его до апреля 2014 года.
Увлекается мотопутешествиями. На своем мотоцикле проехал свыше 50 стран мира, пересёк несколько континентов — Северную Америку от Атлантического океана до Тихого, Азию, Европу. В 2010 году совершил африканский трансконтинентальный пробег через восемь стран африканского континента — «Проект ТрансАфрика».
Страстный поклонник дайвинга, совершил более 250 погружений. Свои путешествия он описывал в заметках для российского журнала «Октопус».
Курирует культурологические проекты «Номады» и «Украина глазами птиц».
Борис Филатов — участник международного космического проекта Virgin Galactic под номером 145. Планировал совершить в 2012 году суборбитальный полет на корабле SpaceShipTwo в качестве первого космического туриста от Украины.

## Задекларированные доходы и имущество
Председатель Днепропетровского городского совета Борис Филатов задекларировал 72 964 гривны доходов, полученных в 2014 году. Согласно декларации, его заработная плата составила 61 888 гривен, доход от передачи в аренду имущества — 11 076 гривен. В его собственности 2 земельных участка (1600 и 600 м²), квартира площадью 279,6 м², другое недвижимое имущество площадью 612,9 м². Также в его собственности 3 автомобиля (Jaguar и два Mercedes-Benz), 2 мотоцикла, 2 катера, гидроцикл, квадроцикл, моторная лодка и вертолёт. Филатов владеет ценными бумагами, номинальная стоимость которых составляет 1,562 млн гривен. В собственности у членов его семьи жилой дом (462,4 м²), 2 квартиры (212,5 и 824,5 м²), другое недвижимое имущество (113,7 и 376,7 м²) и 3 легковых автомобиля марки Porsche. Его жена задекларировала 928,98 тысяч гривен дохода.

## Звания, награды
В ноябре 2008 года указом президента Украины Борису Филатову присвоено звание «Заслуженный журналист Украины».
В декабре 2008 года награждён юбилейным орденом Священного Синода УПЦ равноапостольного князя Владимира «1020-летие Крещения Руси».
В ноябре 2009 года награждён орденом Почаевской Божьей матери.
В июле 2010 года получил грамоту Патриарха Московского и всея Руси, предстоятеля Русской православной церкви Кирилла.
В ноябре 2010 года отмечен знаком отличия предстоятеля Украинской православной церкви Блаженнейшего Митрополита Киевского и всея Украины Владимира «За особые заслуги перед УПЦ».
В сентябре 2014 года награждён орденом «За заслуги» III степени.

## Семья
Отец — Альберт Борисович работал преподавателем на кафедре философии в Днепропетровском государственном университете. Был почти двадцать лет председателем профсоюзного комитета.
Мать — Луиза Трофимовна в разные годы преподавала русский язык и литературу в Днепропетровском химико-технологическом институте и Днепропетровском металлургическом институте.